# Etaux
Etaux és un municipi francès situat al departament de l'Alta Savoia i a la regió d'Alvèrnia-Roine-Alps. L'any 2007 tenia 1.580 habitants.

## Demografia

### Població
El 2007 la població de fet d'Etaux era de 1.580 persones. Hi havia 558 famílies de les quals 92 eren unipersonals (65 homes vivint sols i 27 dones vivint soles), 189 parelles sense fills, 258 parelles amb fills i 19 famílies monoparentals amb fills.
La població ha evolucionat segons el següent gràfic:
Habitants censats

### Habitatges
El 2007 hi havia 645 habitatges, 570 eren l'habitatge principal de la família, 21 eren segones residències i 54 estaven desocupats. 563 eren cases i 73 eren apartaments. Dels 570 habitatges principals, 484 estaven ocupats pels seus propietaris, 73 estaven llogats i ocupats pels llogaters i 13 estaven cedits a títol gratuït; 10 tenien una cambra, 18 en tenien dues, 65 en tenien tres, 130 en tenien quatre i 348 en tenien cinc o més. 521 habitatges disposaven pel capbaix d'una plaça de pàrquing. A 152 habitatges hi havia un automòbil i a 401 n'hi havia dos o més.

### Piràmide de població
La piràmide de població per edats i sexe el 2009 era:
| Homes | Edats   | Dones |
| ----- | ------- | ----- |
| 0     | 95 o +  | 0     |
| 0     | 90 a 94 | 0     |
| 4     | 85 a 89 | 4     |
| 4     | 80 a 84 | 0     |
| 12    | 75 a 79 | 24    |
| 12    | 70 a 74 | 12    |
| 24    | 65 a 69 | 16    |
| 12    | 60 a 64 | 4     |
| 24    | 55 a 59 | 24    |
| 56    | 50 a 54 | 56    |
| 76    | 45 a 49 | 64    |
| 52    | 40 a 44 | 56    |
| 48    | 35 a 39 | 52    |
| 16    | 30 a 34 | 24    |
| 24    | 25 a 29 | 36    |
| 36    | 20 a 24 | 24    |
| 48    | 15 a 19 | 52    |
| 60    | 10 a 14 | 24    |
| 56    | 5 a 9   | 48    |
| 20    | 0 a 4   | 28    |

## Economia
El 2007 la població en edat de treballar era de 1.081 persones, 855 eren actives i 226 eren inactives. De les 855 persones actives 827 estaven ocupades (450 homes i 377 dones) i 28 estaven aturades (7 homes i 21 dones). De les 226 persones inactives 72 estaven jubilades, 86 estaven estudiant i 68 estaven classificades com a «altres inactius».

### Ingressos
El 2009 a Etaux hi havia 601 unitats fiscals que integraven 1.778 persones, la mediana anual d'ingressos fiscals per persona era de 24.996 €.

### Activitats econòmiques
Dels 73 establiments que hi havia el 2007, 1 era d'una empresa extractiva, 3 d'empreses alimentàries, 1 d'una empresa de fabricació de material elèctric, 9 d'empreses de fabricació d'altres productes industrials, 12 d'empreses de construcció, 13 d'empreses de comerç i reparació d'automòbils, 6 d'empreses de transport, 5 d'empreses d'hostatgeria i restauració, 1 d'una empresa d'informació i comunicació, 7 d'empreses de serveis, 8 d'entitats de l'administració pública i 7 d'empreses classificades com a «altres activitats de serveis».
Dels 18 establiments de servei als particulars que hi havia el 2009, 1 era un taller de reparació d'automòbils i de material agrícola, 2 paletes, 2 guixaires pintors, 3 fusteries, 2 lampisteries, 4 perruqueries i 4 restaurants.
Dels 3 establiments comercials que hi havia el 2009, 2 eren botiges de menys de 120 m² i 1 una botiga de menys de 120 m².
L'any 2000 a Etaux hi havia 21 explotacions agrícoles que ocupaven un total de 400 hectàrees.

## Equipaments sanitaris i escolars
El 2009 hi havia 2 escoles elementals.

## Poblacions més properes
El següent diagrama mostra les poblacions més properes.